# The Human Surge 3
Série
The Human Surge
(2016)
Pour plus de détails, voir Fiche technique et Distribution.
The Human Surge 3 (El auge del humano 3) est un film argentin réalisé par Eduardo Williams, sorti en 2023. Il s'agit de la suite de The Human Surge, même s'il n'y a pas à proprement parler de lien narratif entre les deux films. Le film The Human Surge 2 n'existe pas, le réalisateur expliquant qu'il s'agit d'une blague parodiant les blockbusters et leurs multiples suites.

## Synopsis
Différents groupes de personnes errent dans un monde sombre et menaçant.

## Fiche technique
- Titre : The Human Surge 3
- Titre original : El auge del humano 3
- Réalisation : Eduardo Williams
- Scénario : Eduardo Williams
- Musique : Alada
- Photographie : Victoria Pereda
- Montage : Eduardo Williams
- Production : Chang Chu-ti, Ico Costa, Aline Mazzarella, Matheus Peçanha, Nahuel Pérez Biscayart et Xie Meng
- Société de production : Estúdio Giz, Oublaum Filmes, Rediance, Revolver Amsterdam, Un Puma et Volos Films
- Société de distribution : Norte Distribution (France)
- Pays :  Argentine,  Brésil,  Portugal,  Pays-Bas,  Hong Kong et  Taïwan
- Genre : Drame
- Durée : 121 minutes
- Dates de sortie : 
  -  Suisse : 9 août 2023
  -  France : 3 juillet 2024

## Distribution
- Hsu Bo-kai
- Meera Nadarasa
- Sharika Navamani
- Abel Navarro
- Livia Silvano
- Yang Ri-ri

## Production
Pour le film, le réalisateur souhaitait un casting composé principalement de personnes issue de la communauté LGBT. Il a été filmé avec une caméra Insta360 qui film de manière sphérique.

## Distinctions
Le film a été présenté en sélection officielle en compétition au Festival international du film de Locarno 2023.